# Alexandru al II-lea al Scoției
Alexandru al II-lea (n. 24 august 1198, Haddington⁠(d), Scoția, Regatul Unit – d. 6 iulie 1249, Kerrera⁠(d), Scoția, Regatul Unit) a fost regele Scoției din 1214 până la moartea sa, în 1249. A fost născut la Haddington, în Lothian de est, fiind singurul fiu al regelui scoțian William Leul și a soției sale, Ermengarde de Beaumont.
În 1215, la un an după aderarea sa, clanurile Meic Uilleim și MacHeths, dușmani înverșunați ai coroanei scoțiene, au intrat în revoltă însă forțele loialiste au înăbușit rapid insurecția. În același an, Alexandru s-a alăturat baronilor englezi în lupta lor împotriva lui Ioan al Angliei și a condus o armată în Regatul Angliei pentru a suporta cauza lor. Această acțiune a dus la devastarea nordului de către forțele lui Ioan.
Forțele scoțiene au ajuns pe coasta de sud a Angliei, la portul Dover unde în septembrie 1216, Alexandru a adus omagiu pretendentului prinț Ludovic al Franței pentru terenurile sale în Anglia, ales de către baroni pentru a-l înlocui pe regele Ioan. După moartea lui Ioan, Papa și aristocrația engleză și-a schimbat loialitatea către fiul său în vârstă de nouă ani, Henric, forțându-i pe francezi și pe armatele scoțiene să se întoarcă acasă.
Pacea dintre Henric al III-lea al Angliei, prințul francez și Alexandru a fost încheiată prin Tratatul de la Kingston, pe 12 septembrie 1217. Diplomația a consolidat și mai mult reconcilierea prin căsătoria lui Alexandru cu sora lui Henric, Ioana a Angliei, pe 18 sau 25 iunie 1221.
Forțele regale au zdrobit o revoltă în Galloway în 1235. Cele două regate scoțiene și engleze și-au stabilit disputele în 1237, prin Tratatul de la York, care a definit granița dintre cele două regate, în vest fiind Solway Firth iar în este fiind gura de vărsare a râului Tweed.
Ioana a murit în martie 1238 în Essex iar în anul următor, în 1239, Alexandru s-a recăsătorit. A doua sa soție a fost Maria de Coucy, nunta având loc pe 15 mai 1239. Din căsătoria celor doi a reieșit un fiu, viitorul Alexandru al III-lea al Scoției, născut în 1241.
O amenințare de invazie din partea lui Henric a avut loc în 1243, iar pentru o perioadă s-au rupt relațiile de prietenie dintre cele două țări, însă acțiunea rapidă a lui Alexandru în anticiparea atacului și aversiunea baronilor englezi pentru război, l-au îndemnat să facă pace în următorul an la Newcastle.
Alexandru a încercat să-l convingă pe Ewen, fiul lui Duncan, Lord de Argyll, să rupă alianța sa cu Haakon al IV-lea al Norvegiei. Când Ewen a respins aceste încercări, Alexandru a încercat să plece spre el pentru a-l obliga însă pe drum s-a îmbolnăvit de febră, în Insula Kerrera, în Inner Hebrides. A murit acolo în 1249 și a fost îngropat la Abația Melrose, Roxburghshire. Singurul lui fiu legitim conceput cu cea de-a doua sa soție, Alexandru al III-lea, l-a succedat ca rege al Scoției. El a avut o fiică bastardă, Marjorie, care s-a căsătorit cu Sir Alan Durward, Justițiar al Scoției și nu au avut copii.